# Lethe kabrua
Lethe kabrua är en fjärilsart som beskrevs av Robert Christopher Tytler 1914. Lethe kabrua ingår i släktet Lethe och familjen praktfjärilar. Inga underarter finns listade i Catalogue of Life.